# Ристич, Стевица
Стевица Ристич (макед. Стевица Ристиќ, серб. Стевица Ристић; 23 мая 1982, Вршац, СР Сербия, СФРЮ) — македонский футболист, нападающий. Имеет также гражданство Сербии.

## Клубная карьера
Свою футбольную карьеру начинал в команде из своего родного города «Вршац». С 2003 по 2006 выступал за македонский «Силекс», в составе которого дважды становился лучшим бомбардиром чемпионата Македонии. В 2007 году уехал в Южную Корею, где выступал за «Чонбук Хёндэ Моторс» и «Пхохан Стилерс». В составе последнего Ристич стал победителем Лиги чемпионов АФК сезона 2009. В 2010 году перешёл в узбекский «Бунёдкор». 29 августа 2010 года Стевица подписал трёхлетний контракт с пермским «Амкаром». В новом клубе дебютировал 18 сентября в матче с самарскими «Крыльями Советов» и сразу же отметился голом. 6 июля 2011 года подписал двухлетний контракт с клубом «Сувон Блюуингз» и уже четыре дня спустя забил мяч в дебютном матче за новый клуб.

## Международная карьера
В сборной Македонии дебютировал 7 февраля 2007 года в матче против Албании и забил гол, который в итоге оказался победным.
| №  | Дата             | Оппонент    | Счёт | Голы Ристича | Соревнование                                      |
| 1  | 7 февраля 2007   | Албания     | 1:0  | 1            | Товарищеский матч                                 |
| 2  | 2 июня 2007      | Израиль     | 1:2  | −            | Отборочный матч к ЧЕ 2008                         |
| 3  | 17 октября 2007  | Андорра     | 3:0  | −            | Отборочный матч к ЧЕ 2008                         |
| 4  | 21 ноября 2007   | Израиль     | 0:1  | −            | Отборочный матч к ЧЕ 2008                         |
| 5  | 26 мая 2008      | Польша      | 1:1  | −            | Товарищеский матч                                 |
| 6  | 10 сентября 2008 | Нидерланды  | 1:2  | −            | Отборочный матч к ЧМ 2010                         |
| 7  | 15 октября 2008  | Исландия    | 0:1  | −            | Отборочный матч к ЧМ 2010                         |
| 8  | 6 июня 2009      | Норвегия    | 0:0  | −            | Отборочный матч к ЧМ 2010                         |
| 9  | 29 мая 2010      | Азербайджан | 3:1  | −            | Товарищеский матч                                 |
| 10 | 3 сентября 2010  | Словакия    | 0:1  | −            | Отборочный матч чемпионата Европы по футболу 2012 |
| 11 | 7 сентября 2010  | Армения     | 2:2  | −            | Отборочный матч чемпионата Европы по футболу 2012 |
| 12 | 8 октября 2010   | Андорры     | 2:0  | −            | Отборочный матч чемпионата Европы по футболу 2012 |
| 13 | 12 октября 2010  | Россия      | 0:1  | −            | Отборочный матч чемпионата Европы по футболу 2012 |
| 14 | 9 февраля 2011   | Камерун     | 0:1  | −            | Товарищеский матч                                 |
| 15 | 26 марта 2011    | Ирландия    | 1:2  | −            | Отборочный матч чемпионата Европы по футболу 2012 |

Итого: 15 матчей / 1 гол; 4 победы, 3 ничьих, 8 поражений.
(откорректировано по состоянию на 1 сентября 2011)

## Достижения
«Пхохан Стилерс»
- Победитель Лиги чемпионов АФК (1): 2009

«Бунёдкор»
- Чемпион Узбекистана: 2010